# Parvis des 260 Enfants
Parvis des 260 Enfants je malé náměstí v Paříži v historické čtvrti Marais. Nachází se ve 4. obvodu.

## Poloha
Náměstí se nachází před budovou základní školy Hospitalières-Saint-Gervais na ulici Rue des Hospitalières-Saint-Gervais.

## Historie
Náměstí bylo slavnostně pojmenováno dne 16. listopadu 2018 za účasti pařížské starostky Anne Hidalgové, radního Patricka Bloche a Ariela Weila, starosty 4. obvodu.
Jeho název upomíná 260 židovských žáků ze školy Hospitalières Saint-Gervais, které byly ve dnech 16. a 17. července 1942 deportovány na Zimní velodrom a posléze zavražděny v nacistických vyhlazovacích táborech.

## Zajímavé objekty
- Základní škola Hospitalières-Saint-Gervais, která se zčásti nachází v prostoru bývalé tržnice Marché des Blancs-Manteaux
- Fontána na marché des Blancs-Manteaux